# Karol XV
Karol XV, właśc. Karol Ludwik Eugeniusz (ur. 3 maja 1826 w Sztokholmie, zm. 18 września 1872 w Malmö) – król Szwecji i Norwegii (jako Karol IV) w latach 1859–1872 z dynastii Bernadotte.

## Życiorys

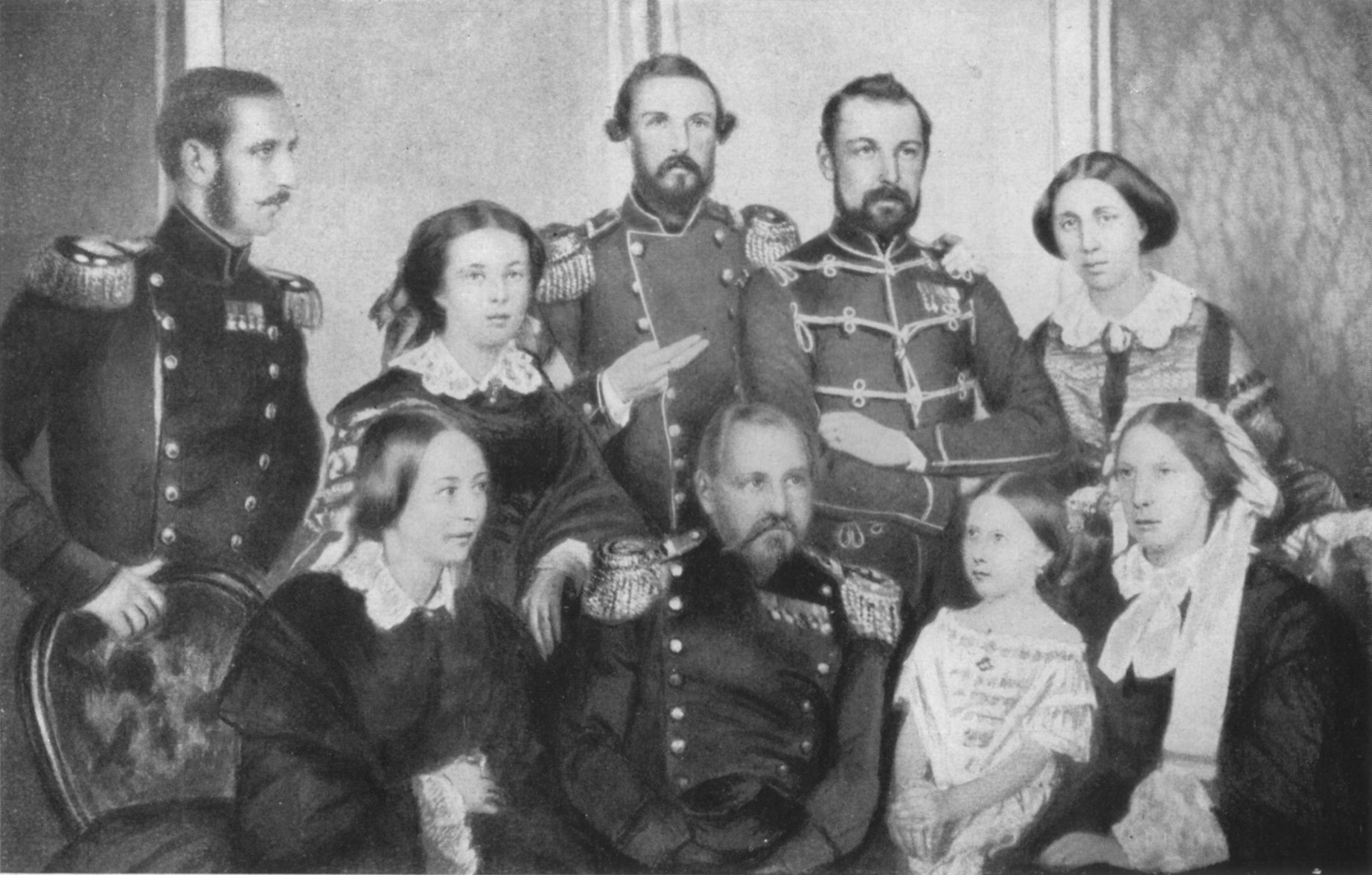
Rodzina królewska, 1857

### Dzieciństwo i młodość
Urodził się w 1826 roku w sztokholmskim Zamku Królewskim jako najstarszy syn króla Szwecji i Norwegii Oskara I i Józefiny de Beauharnais. Jego młodszym bratem był również późniejszy król Szwecji i Norwegii Oskar II Bernadotte. Przy urodzeniu otrzymał od ojca tytuł księcia Skanii.
Po wstąpieniu swojego ojca na tron w 1844 roku został oficjalnie ogłoszony następcą tronu. 11 lutego 1846 roku powołano go na honorowego członka Królewskiej Szwedzkiej Akademii Nauk. Od połowy lat 50. XIX wieku zaczął zastępować chorego ojca w rządzeniu państwem, najpierw zostając w 1856 roku wicekrólem Norwegii, a od 25 września 1857 roku regentem. Poprzez znoszenie ceł i budowę linii kolejowych przyczynił się wówczas do pogłębienia unii personalnej z Norwegią.

### Panowanie

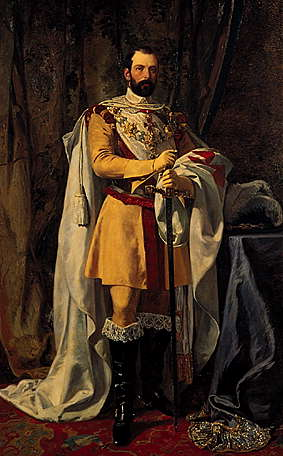
Oficjalny portret Karola XV

#### Polityka wewnętrzna
8 lipca 1859 roku po śmierci Oskara I przejął władzę jako król Szwecji i Norwegii. Mimo że należał do konserwatystów zgodził się na przeprowadzenie wielu doniosłych reform, w większości wprowadzonych w życie przez liberalny rząd Luisa de Geer. Najważniejszą z nich była reforma konstytucyjna z 1866 roku, znosząca przedstawicielstwo czterech stanów i wprowadzająca dwuizbowy parlament – Riksdag. Za jego panowania stopniowo likwidowano również ograniczenia ekonomiczne, takie jak m.in. zniesienie organizacji cechowej w rzemiośle. Zreformowany został kodeks karny i samorząd lokalny, poszerzono ramy tolerancji religijnej i wolności prasy.

#### Polityka zagraniczna
Niepowodzenia spotkały Karola XV w polityce zagranicznej. Należał do oponentów Ottona von Bismarcka oraz opowiadał się za ideą panskandynawizmu, próbując wskrzesić unię kalmarską. Obiecał udzielić wsparcia królowi Danii, Fryderykowi VII, jednak po wybuchu wojny duńsko-pruskiej w 1864 roku rząd szwedzki odmówił wypełnienia tych zobowiązań.

### Życie prywatne i śmierć

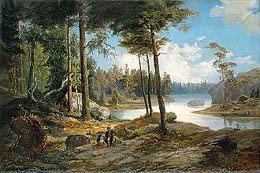
Jeden z obrazów namalowanych przez Karola XV

Karol XV był bardzo popularny wśród społeczeństwa. Należał do mecenasów sztuki i artystów, a jednocześnie zajmował się w wolnych chwilach pisaniem (m.in. tłumaczył poezje Zygmunta Krasińskiego) i malowaniem. Często zdarzało mu się ignorować zasady etykiety dworskiej, lubił otaczać się prostymi ludźmi; dążąc do popularności godził się na reformy ograniczające uprawnienia monarchy.
Zmarł w 1872 roku w Malmö w wieku 46 lat i tradycyjnie został pochowany w kościele Riddarholmen w Sztokholmie a tron przejął jego młodszy brat – Oskar II.

### Rodzina
19 czerwca 1851 poślubił Ludwikę (1828–1871), księżniczkę holenderską, wnuczkę Wilhelma I i jego pierwszej żony – Wilhelminy Pruskiej. Para miała dwoje dzieci:
- Luiza Bernadotte (1850–1926), królowa duńska, żona Fryderyka VIII;
- Karol Oskar Bernadotte (1852–1854).

## Genealogia
| Prapradziadkowie                                         | Jan Bernadotte (1683–1760) ∞1707 Maria du Pucheu (1686–1773)                                     | Jan Saint Vincent (1692–1762) ∞1719 Maria d’Abbadie de Sireix (1694–1752)                        | Józef Clary (1693–1748) ∞1724 Franciszka Agnes Ammoric (1705–1776)                               | Józef Ignacy Somis (–1750) ∞1739 Katarzyna Róża Soucheiron (1696–1776)                           | Franciszek de Beauharnais (1714–1800) ∞1751 Maria Anna Pyvart de Chastulle (1722–1766)           | Józef Gaspard de Tascher (1735–1790) ∞1761 Maria des Vergers de Sanois (1736–1807)               | Fryderyk Michał Wittelsbach (1724–1767) ∞1746 Maria Franciszka Wittelsbach (1724–1794)                          | Jerzy Wilhelm z Hesji-Darmstadt (1722–1782) ∞1748 Maria Leiningen-Dagsburg-Falkenburg (1729–1818)               |
| Pradziadkowie                                            | Jean Henri Bernadotte (1711–1780) ∞1754 Joanna de Saint Vincent (1728–1809)                      | Jean Henri Bernadotte (1711–1780) ∞1754 Joanna de Saint Vincent (1728–1809)                      | Franciszek Clary (1725–1794) ∞1759 Franciszka Somis (1737–1815)                                  | Franciszek Clary (1725–1794) ∞1759 Franciszka Somis (1737–1815)                                  | Aleksander de Beauharnais (1760–1794) ∞1779 Maria Józefina Tascher (1763–1814)                   | Aleksander de Beauharnais (1760–1794) ∞1779 Maria Józefina Tascher (1763–1814)                   | król Bawarii Maksymilian I Józef Wittelsbach (1756–1825) ∞1785 Augusta Wilhelmina z Hesji-Darmstadt (1765–1796) | król Bawarii Maksymilian I Józef Wittelsbach (1756–1825) ∞1785 Augusta Wilhelmina z Hesji-Darmstadt (1765–1796) |
| Dziadkowie                                               | król Szwecji i Norwegii Karol XIV Jan (1763–1844) ∞1797 Désirée Clary (1777–1860)                | król Szwecji i Norwegii Karol XIV Jan (1763–1844) ∞1797 Désirée Clary (1777–1860)                | król Szwecji i Norwegii Karol XIV Jan (1763–1844) ∞1797 Désirée Clary (1777–1860)                | król Szwecji i Norwegii Karol XIV Jan (1763–1844) ∞1797 Désirée Clary (1777–1860)                | Eugeniusz de Beauharnais (1781–1824) ∞1806 Augusta Amalia Wittelsbach (1788–1851)                | Eugeniusz de Beauharnais (1781–1824) ∞1806 Augusta Amalia Wittelsbach (1788–1851)                | Eugeniusz de Beauharnais (1781–1824) ∞1806 Augusta Amalia Wittelsbach (1788–1851)                               | Eugeniusz de Beauharnais (1781–1824) ∞1806 Augusta Amalia Wittelsbach (1788–1851)                               |
| Rodzice                                                  | król Szwecji i Norwegii Oskar I Bernadotte (1799–1859) ∞1823 Józefina de Beauharnais (1807–1876) | król Szwecji i Norwegii Oskar I Bernadotte (1799–1859) ∞1823 Józefina de Beauharnais (1807–1876) | król Szwecji i Norwegii Oskar I Bernadotte (1799–1859) ∞1823 Józefina de Beauharnais (1807–1876) | król Szwecji i Norwegii Oskar I Bernadotte (1799–1859) ∞1823 Józefina de Beauharnais (1807–1876) | król Szwecji i Norwegii Oskar I Bernadotte (1799–1859) ∞1823 Józefina de Beauharnais (1807–1876) | król Szwecji i Norwegii Oskar I Bernadotte (1799–1859) ∞1823 Józefina de Beauharnais (1807–1876) | król Szwecji i Norwegii Oskar I Bernadotte (1799–1859) ∞1823 Józefina de Beauharnais (1807–1876)                | król Szwecji i Norwegii Oskar I Bernadotte (1799–1859) ∞1823 Józefina de Beauharnais (1807–1876)                |
| Karol XV Bernadotte (1826–1872), król Szwecji i Norwegii |                                                                                                  |                                                                                                  |                                                                                                  |                                                                                                  |                                                                                                  |                                                                                                  | | |